# فیلیپ لاکو لابارت
فیلیپ لاکو لابارت (به فرانسوی: Philippe Lacoue-Labarthe) (زاده ۶ مارس ۱۹۴۰ - مرگ ۲۷ ژانویه ۲۰۰۷) فیلسوف و منتقد ادبی فرانسوی بود.